# Eugen Bormann

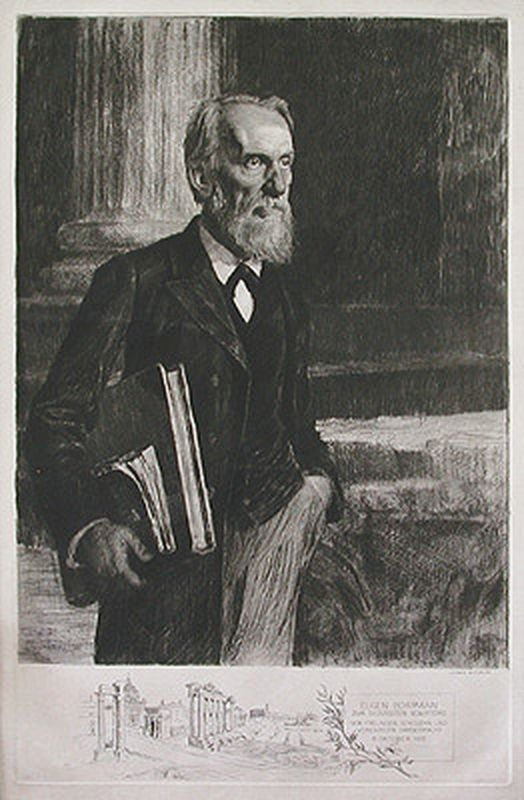
Eugen Bormann in einer Zeichnung von Ludwig Michalek

Eugen Ludwig Bormann (* 6. Oktober 1842 in Hilchenbach; † 4. März 1917 in Klosterneuburg) war ein deutscher Althistoriker und Epigraphiker.

## Leben
Der Sohn des Laaspher Justizrats Ludwig Bormann studierte nach dem Besuch von Schulpforta in Bonn bei Otto Jahn und Friedrich Ritschl und in Berlin bei August Böckh, Eduard Gerhard und insbesondere Theodor Mommsen. Nach der Promotion in Berlin 1865 hielt sich Bormann bis 1869 auf Anregung Mommsens für epigraphische Studien in Italien, vor allem in Rom, auf. Ab 1870 war er Lehrer am Gymnasium zum Grauen Kloster in Berlin. Von 1870 bis 1871 nahm er am Deutsch-Französischen Krieg teil. Er stieg vom Vizefeldwebel zum Leutnant auf und erhielt das Eiserne Kreuz. Im Sommersemester 1881 wurde er mit Unterstützung Mommsens als Nachfolger Benedikt Nieses zum ordentlichen Professor für Alte Geschichte und Klassische Philologie an die Philipps-Universität Marburg berufen. 1885 ging Bormann als Professor für Alte Geschichte und Epigraphik an die Universität Wien. Er folgte dort Otto Hirschfeld nach und baute das von diesem begründete Archäologisch-Epigraphische Seminar weiter aus. 1914 wurde er in den Ruhestand versetzt.
Bormann war vor allem auf dem Gebiet der lateinischen Epigraphik tätig und einer der wichtigsten Mitarbeiter in der frühen Phase des Corpus Inscriptionum Latinarum, für das er mehrere Bände herausgab. In seiner Wiener Zeit beschäftigte er sich auch mit dem römischen Limes in Österreich. Bormann war Mitglied zahlreicher Akademien der Wissenschaften, u. a. in Berlin (seit 1902 korrespondierendes Mitglied) und Wien.
Er wurde auf dem Oberen Stadtfriedhof in Klosterneuburg bestattet. Im Jahr 1932 wurde in Wien-Donaustadt (22. Bezirk) die Eugen-Bormann-Gasse nach ihm benannt.
Bormann war zweimal verheiratet und hatte sieben Kinder. Zu seinen Kindern gehören Emma Bormann, Elisabeth Bormann sowie die Neurologin Eugenie „Deni“ Bormann (1892–1986).

## Schriften (Auswahl)
- De Syriae provinciae Romanae partibus capita nonnulla. Lange, Phil. Diss. Berlin 1865.
- Ungedruckte lateinische Inschriften. In: Programm des Berlinischen Gymnasiums zum grauen Kloster, Berlin 1871, S. 3–21.
- Fastorum civitatis Tauromenitanae reliquiae descriptae et editae. In: Indices lectionum Marburgi [= Universitätsprogramm] WS 1881/82, Marburg 1881 (32 S.).
- Bemerkungen zum schriftlichen Nachlasse des Kaisers Augustus [= Rektoratsprogramm], Marburg 1884 (40 S.).